# Asperula woloszczakii
Asperula woloszczakii là một loài thực vật có hoa trong họ Thiến thảo. Loài này được Korica mô tả khoa học đầu tiên năm 1975.